# Postsolenobia
Postsolenobia is een geslacht van vlinders van de familie zakjesdragers (Psychidae).

## Soorten
- P. banatica (M. Hering, 1922)
- P. nanosella Petru & Liska, 2003
- P. thomanni (Rebel, 1936)